# Audiencias del Senado de los Estados Unidos sobre los videojuegos en 1993
El 7 de diciembre de 1993 y el 5 de marzo de 1994, los miembros de los Comités combinados de Asuntos Gubernamentales y Judiciales del Senado de los Estados Unidos celebraron audiencias en el Congreso con varios portavoces de empresas de la industria de los videojuegos, incluidas Nintendo y Sega, en relación con la violencia en los videojuegos y los impactos percibidos en los niños. La audiencia fue el resultado de las preocupaciones planteadas por miembros del público sobre los lanzamientos de videojuegos de 1993, como Night Trap, Mortal Kombat y más tarde Doom, que se lanzó después de la primera audiencia. Además de las preocupaciones generales relacionadas con la violencia en los videojuegos, la situación se había visto inflamada por un pánico moral por la violencia armada, así como por el estado de la industria y una intensa rivalidad entre las empresas de videojuegos Sega y Nintendo.
Las audiencias, encabezadas por los senadores Joe Lieberman y Herb Kohl, reprendieron a las empresas de videojuegos por la representación realista de la violencia en los videojuegos y amenazaron con que el Congreso tomaría medidas para regular la industria si no lo hacían ellos mismos. Como resultado, la industria estadounidense de videojuegos creó la Asociación de Software Digital Interactivo (ahora conocida como Asociación de Software de Entretenimiento) en julio de 1994 para servir como un grupo de defensa de la industria, y posteriormente formó la Junta de Calificación de Software de Entretenimiento (ESRB) para proporcionar clasificaciones de contenido en videojuegos vendidos al por menor en América del Norte.

## Trasfondo
Desde la década de 1970, los videojuegos han sido criticados por tener contenido violento que influye psicológicamente en los jugadores. En 1982, el cirujano general C. Everett Koop afirmó que los videojuegos pueden estar afectando la salud y el bienestar de los jóvenes y que son potencialmente adictivos. Sin embargo, hasta la década de 1990, el mercado objetivo percibido para los videojuegos era generalmente para niños, y los fabricantes de videojuegos generalmente no incluían altos niveles de violencia gráfica en sus juegos. La mayoría del software de juegos de computadora se vendían a través de tiendas de juguetes como Toys 'R' Us o tiendas minoristas generales como Sears y Wal-Mart, en lugar de tiendas de computadoras.

### Estado de la industria
Para 1993, la industria de los videojuegos se había recuperado del colapso de 1983 y se estimó en un valor de US$6 mil millones. Las consolas de videojuegos habían llegado a la era de los 16 bits con la capacidad de admitir gráficos de mayor resolución. Junto a esto, los videojuegos habían comenzado a atraer a jugadores mayores, creando un mercado para juegos con contenido más maduro, tanto en consolas domésticas como en las salas recreativas.
Durante este período, dos empresas clave fueron Nintendo y Sega. Nintendo había sido fundamental para ayudar a recuperar el mercado norteamericano después del colapso con la introducción de Nintendo Entertainment System (NES); en 1990, las ventas de Nintendo representaron el 90% del mercado US$3 mil millones. Su sistema sucesor, el Super Nintendo Entertainment System (SNES), fue lanzado en 1991. Sin embargo, para evitar repetir uno de los problemas que causaron el colapso, Nintendo tuvo cuidado de limitar y revisar qué juegos de terceros podrían crearse para sus plataformas para evitar un exceso de juegos deficientes. Sega, que ya había lanzado su Mega Drive en los EE. UU. en 1989, descubrió que sus ventas iban a la zaga de las de Nintendo. En una campaña agresiva dirigida al mercado de los Estados Unidos, Sega impulsó fuertemente el juego Sonic the Hedgehog, con su personaje principal destinado a convertirse en la mascota de Sega y rivalizar con Mario de Nintendo. Sega también fue menos selectivo sobre qué juegos permitía en la plataforma, lo que permitió que muchos más juegos de terceros ingresaran al sistema para aumentar su biblioteca en contraste con la de Nintendo. Además, Sega utilizó un lenguaje de marketing dirigido deliberadamente a Nintendo, como "Sega hace lo que Nintendo no" (Sega does what Nintendon't en inglés). Para 1992, Sega había obtenido el 65% del mercado de juegos de EE. UU., superando la posición dominante de Nintendo. Consecuentemente, se formó una fuerte rivalidad entre Nintendo y Sega, denominada "Guerra de Consolas" (Console Wars en inglés), que continuó durante la próxima década y en la quinta generación de consolas, después de lo cual Sega abandonó el mercado de hardware y se convirtió principalmente en un desarrollador de juegos y editor, y en ocasiones trabajando en colaboración con Nintendo y otras empresas.

### Sistema de clasificación de contenido existente
Antes de 1994, la industria de los videojuegos no contaba con un sistema de clasificación de contenido unificado. Entrando en 1993, la Unidad de Revisión de Publicidad Infantil (CARU por sus siglas en inglés) del Better Business Bureau había escuchado rumores de políticos de que el contenido de los videojuegos estaba bajo escrutinio y envió un mensaje a los miembros de su junta directiva, Sega y Nintendo. Sega acordó que deberían tener un sistema de calificación y había desarrollado su Consejo de calificación de videojuegos en junio de 1993 en asociación con educadores independientes, psicólogos, expertos en desarrollo infantil y sociólogos. El Videogames Rating Council tenía tres clasificaciones principales para los juegos lanzados en la plataforma Genesis: GA para audiencias generales, MA-13 para juegos destinados a mayores de trece años y MA-17 para mayores de 17 años. Sega debutó con su sistema en junio de 1993, justo antes del lanzamiento de Mortal Kombat para Genesis, sabiendo que el sistema de clasificación ayudaría a mitigar las preocupaciones sobre el contenido violento del juego. Nintendo no tenía un sistema de clasificación, pero como tenía control sobre el proceso de fabricación de los cartuchos, solo publicaba los juegos que consideraba apropiados para una consola familiar. Nintendo también se negó a utilizar la solución de calificación de Sega debido a su continua rivalidad corporativa.
Otra dificultad para la industria fue que no había un grupo comercial establecido para la industria de los videojuegos. Si bien muchos de los editores de juegos pertenecían a la Asociación de Editores de Software, este grupo representaba intereses de software más prácticos, como procesadores de texto y hojas de cálculo, y la Asociación no tenía en alta estima a los miembros del software de entretenimiento.

### Mortal Kombat
Los videojuegos de lucha se habían convertido en una propiedad lucrativa después del lanzamiento del arcade Street Fighter II: The World Warrior de Capcom en 1991, que estableció muchas convenciones del género. Si bien Sega atrajo a muchos de los desarrolladores externos de Nintendo para que rompieran sus acuerdos de exclusividad para publicar juegos solo para las consolas de Nintendo, Capcom se mantuvo leal a Nintendo, otorgando licencias para que Sega publicara solo unos pocos títulos, y solo SNES recibió el port de consola doméstica de Street Fighter II en 1992, que se dijo ayudó a mantener las ventas de SNES por delante de las de Genesis en los Estados Unidos ese año.
Numerosos otros juegos de lucha siguieron para tratar de capturar el éxito de Street Fighter II, pero el más notable fue Mortal Kombat de Midway, lanzado por primera vez como un juego de arcade en 1992. Mortal Kombat fue muy controvertido en su lanzamiento; como juego de lucha, el juego tenía sprites fotorrealistas de los personajes del juego, chorros de sangre gráficos en varios golpes y una serie de "fatalidades" como decapitar o empalar al oponente sobre pinchos. A pesar de que la publicidad del juego indicaba que el juego estaba destinado a audiencias maduras, la percepción de que los videojuegos todavía estaban dirigidos a niños hizo que los padres y otros grupos preocupados criticaran la violencia dentro del juego. Sin embargo, en este punto, Mortal Kombat era solo un juego de arcade, por lo que era relativamente fácil segregarlo de otros juegos de arcade si fuera necesario. Greg Fischbach, cofundador y director ejecutivo de Acclaim Entertainment, la compañía que obtuvo la licencia para las versiones del juego para consolas domésticas, dijo que si bien la atención negativa de la prensa y la controversia del momento ayudó a aumentar la popularidad del juego, "no quisimos esa prensa o publicidad", y reconoció que la industria podría necesitar tomar medidas para sofocar problemas similares en el futuro.
Debido a su éxito en la sala de juegos, Acclaim Entertainment comenzó a llevar Mortal Kombat a varias consolas domésticas. Tanto Sega como Nintendo buscaron el juego para sus consolas, Genesis y SNES, respectivamente. Ambas compañías reconocieron el problema con el nivel de gore en el juego, pero adoptaron enfoques muy diferentes. Sega, manteniendo su intento de capturar la mayor parte del mercado, trató de mantener la mayor parte de la sangre visual de la versión de arcade en su lugar. Si bien su versión de Mortal Kombat tal como se envió a las tiendas eliminó la sangre y las muertes, se podían activar mediante el uso de un código de trucos publicado. Como el juego, tal como se envió, no incluía violencia ni sangre, Sega lo etiquetó con su etiqueta MA-13 VRC. Por otro lado, Nintendo quería mantener los juegos en su sistema apropiados para familias y niños, y solicitó a Acclaim que cambiara la sangre roja por sudor gris, editara las muertes y cambiara otras partes del diseño del juego para eliminar elementos como cabezas y cuerpos empalados en pinchos. La versión de Sega de Mortal Kombat vendió más que la de Nintendo por un factor de cinco. Esto fomentó la rivalidad existente entre las dos empresas.

### Night Trap
Night Trap es un juego de 1992 desarrollado por Digital Pictures y lanzado en el CD de Sega, un archivo adjunto de CD-ROM para Sega Genesis. Night Trap se presenta como una película interactiva que usa video de movimiento completo para mostrar escenas y permite a los jugadores elegir su próxima opción, creando divergencias en la historia. La narración del juego se centró en la desaparición de adolescentes (protagonizada por Dana Plato) en una finca vinícola, vinculada con la aparición de seres parecidos a vampiros que se alimentan de mujeres jóvenes. Posteriormente, las escenas de video a menudo se desviaron hacia un contexto sexualmente atractivo, así como violencia con varios encuentros.
Night Trap generó críticas en todo el mundo, pero eso ayudó a que se difundiera. Se plantearon problemas similares en el Reino Unido, y el ex director de desarrollo de Sega de Europe, Mike Brogan, señaló que "Night Trap le dio a Sega una gran cantidad de publicidad... Incluso se plantearon preguntas en el Parlamento del Reino Unido sobre su idoneidad. Esto llegó en un momento en que Sega estaba capitalizando su imagen como una empresa vanguardista con actitud, y esto solo sirvió para reforzar esa imagen". Sin embargo, en retrospectiva, gran parte de esta crítica se consideró equivocada. Steven L. Kent escribe que "Al leer las transcripciones de las audiencias de 1993, es difícil creer que alguien haya jugado alguna vez a Night Trap. Pocas personas se molestaron en reconocer que el objetivo de Night Trap no era matar mujeres sino salvarlas de los vampiros. Los jugadores ni siquiera mataron a los vampiros, simplemente los atraparon en trampas cazabobos similares a Rube Goldberg. Casi todos los que se refirieron a Night Trap mencionaron una escena en la que los vampiros atrapan y matan a una chica con un osito bastante modesto. La escena estaba destinada a mostrar a los jugadores que habían perdido y permitido que entraran demasiados vampiros en la casa". Jeremy Parish de 1UP.com señaló que "los objetivos del juego se caracterizaron erróneamente por ignorancia o por ofuscación deliberada, transformándolo de una aventura FMV insulsa y apenas excitante en un coco sexual que corrompe a los niños".

### Lethal Enforcers
Lethal Enforcers fue un juego de arcade de 1992 lanzado en 1992 por Konami que usaba armas ligeras; el jugador asume el papel de un oficial de policía para derrotar letalmente a los criminales mientras evita matar a civiles y compañeros policías o recibir disparos de los criminales. El juego se renderizó utilizando imágenes fotorrealistas que generaron cierta preocupación. Fue portado a consolas domésticas el año siguiente (en sistemas Sega a fines de 1993 y en SNES a principios de 1994). Estos juegos se enviaron con Konami Justifier, una pistola ligera de plástico inspirada en un revólver.

### Pánico moral en torno a la violencia armada
En los meses previos a las audiencias, hubo un pequeño pánico moral en los Estados Unidos por los delitos relacionados con armas, lo que alimentó las preocupaciones relacionadas con los videojuegos violentos. Según la Oficina de Estadísticas de Justicia, los homicidios relacionados con armas habían alcanzado niveles récord en 1993 desde la década de 1970. Tanto el Congreso como el Departamento de Justicia buscaban reducir la cantidad de violencia en la televisión.

### Preocupación del Congreso

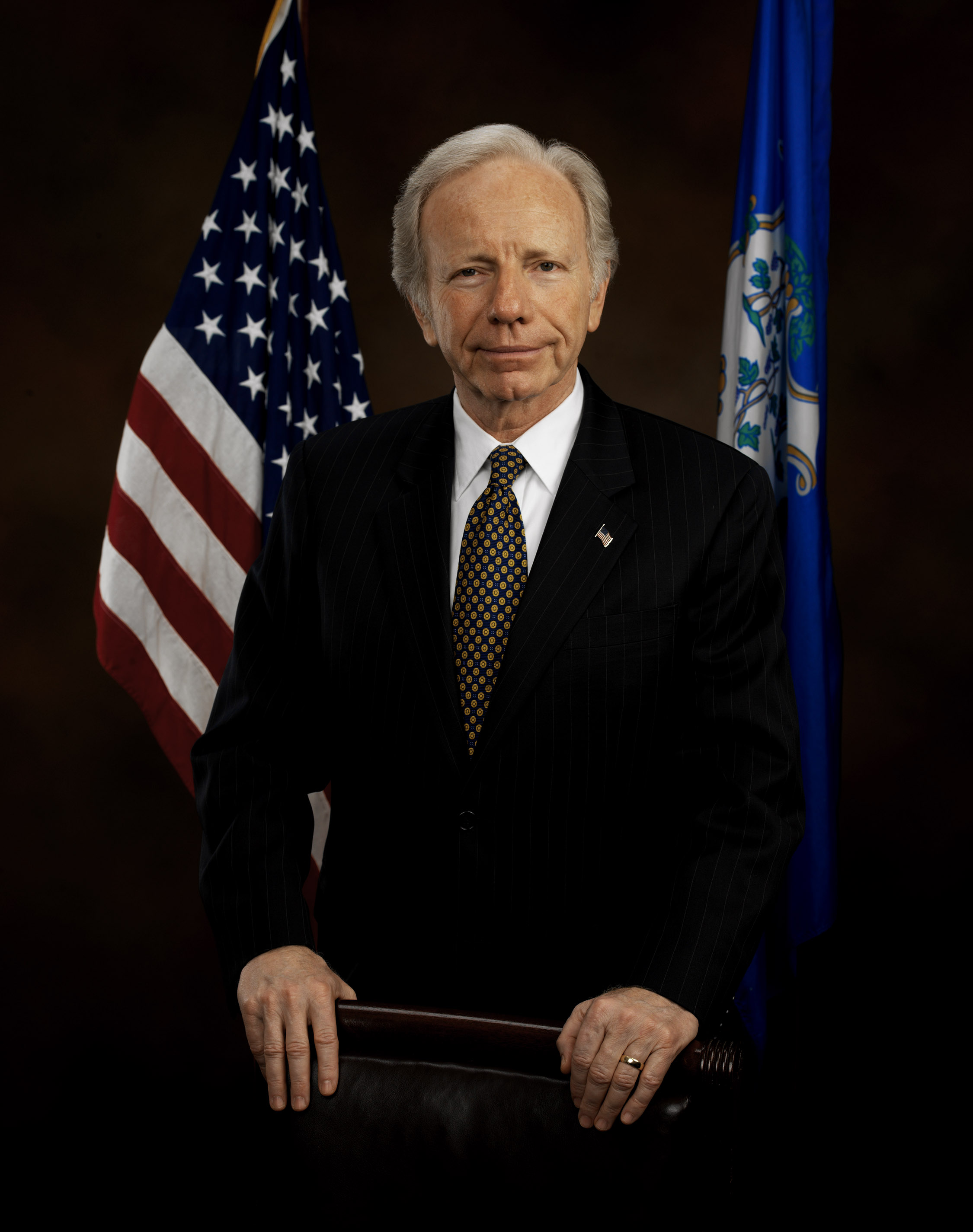
El senador Joe Lieberman, quien estuvo en el centro de las audiencias sobre violencia en los videojuegos

La violencia en los videojuegos se convirtió en una preocupación después del lanzamiento en consolas domésticas de Mortal Kombat en septiembre de 1992. Su hijo le había pedido a uno de los exjefes de gabinete del senador Joe Lieberman, Bill Andresen, que comprara la versión Sega de Mortal Kombat para él. Andresen estaba horrorizado por la cantidad de violencia en el juego y se acercó a Lieberman sobre el asunto. Lieberman también se sorprendió por el contenido del juego y comenzó a recopilar más información. Él había declarado que había oído hablar de Night Trap, evaluó el juego él mismo y también reconoció que su contenido era problemático.
El 1 de diciembre de 1993, Lieberman realizó una conferencia de prensa junto con otros defensores de los niños, incluido Bob Keeshan, el actor de "Captain Kangaroo". Lieberman manifestó su intención de abrir una audiencia en el Congreso la semana siguiente para abordar el tema de los videojuegos violentos y la falta de calificaciones de contenido, y sus planes para introducir un organismo de calificación a través de una legislación para regular la industria de los videojuegos. Durante la conferencia, mostró imágenes de Mortal Kombat, Night Trap y otros juegos. La investigación de Lieberman concluyó que el jugador promedio de videojuegos en ese momento tenía entre siete y doce años, y que los editores de videojuegos promocionaban la violencia para los niños. Lieberman comentó sobre las ventas de Mortal Kombat hasta la fecha, habiendo vendido 3 millones de copias para ese momento y se estimó que recaudaría más de US$100 million para fin de año, lo que demuestra la codicia de la industria por usar la violencia para atender a los niños. Sobre Night Trap, Lieberman dijo: "También miré ese juego y había un clásico. Termina con esta escena de ataque a esta mujer en lencería, en su baño. Sé que el creador del juego dijo que todo estaba destinado a ser una sátira de Drácula; pero, sin embargo, pensé que enviaba el mensaje equivocado". Lieberman declaró: "Pocos padres comprarían estos juegos para sus hijos si supieran lo que hay en ellos" y "Estamos hablando de videojuegos que glorifican la violencia y enseñan a los niños a disfrutar infligiendo las formas más espantosas de crueldad imaginables". Lieberman declaró posteriormente que si bien "le gustaría prohibir todos los videojuegos violentos", sabía que esto entraría en conflicto con la Primera Enmienda y, en cambio, quería buscar una solución que involucrara un sistema de clasificación de contenido, que sintió que no impediría los derechos de la Primera Enmienda.

## Audiencias

### Primera audiencia
La primera audiencia se llevó a cabo el 9 de diciembre de 1993, frente a los comités combinados del Senado de Asuntos Gubernamentales y Judicial. En ese momento, el Senado estaba en receso, por lo que los únicos senadores presentes eran Lieberman, Kohl y Byron Dorgan.
Horas antes de la audiencia, los representantes de la industria de los videojuegos anunciaron que acordaron respaldar y desarrollar un sistema de calificación de contenido de videojuegos estándar de la industria, como un intento de calmar la mala publicidad. Este anuncio fue mencionado varias veces durante la primera audiencia.
Los testigos que hablaron en el panel incluyeron a:
- Dr. Parker Page del Centro de Educación y Recursos de Televisión para Niños
- Profesor Eugene F. Provenzo de la Universidad de Miami y autor del recientemente publicado Video Kids: Making Sense of Nintendo (1991)
- Robert Chase de la Asociación Nacional de Educación de Estados Unidos
- Marilyn Droz de la Coalición Nacional sobre la Violencia en la Televisión
- Howard Lincoln, vicepresidente de Nintendo of America
- Bill White, vicepresidente de Sega of America
- Ilene Rosenthal, Consejera General, Asociación de Editores de Software
- Dawn Weiner, Asociación de Distribuidores de Software de Video
- Craig Johnson, expresidente de la Asociación de Operadores de Entretenimiento y Música

La primera mitad de la audiencia estuvo dedicada a los expertos en educación y psicología infantil. Estos cuatro discutieron sus preocupaciones y hallazgos sobre el impacto de la violencia en los videojuegos en los niños. Chase declaró: "Los juegos electrónicos, debido a que son activos en lugar de pasivos, pueden hacer más que insensibilizar a los niños impresionables a la violencia. De hecho, alientan la violencia como la solución de primer recurso al recompensar a los participantes por matar a los oponentes de las formas más espeluznantes que se puedan imaginar". Provenzo repitió sus hallazgos al escribir Video Kids, afirmó que los juegos recientes se habían vuelto "abrumadoramente violentos, sexistas y racistas", y afirmó que sentía que con juegos como Night Trap, la industria estaba "respaldando la violencia" y pidió por sistemas de clasificación. Droz afirmó que los niños "necesitan acción, pero no necesitan encontrar el asesinato como una forma de entretenimiento".

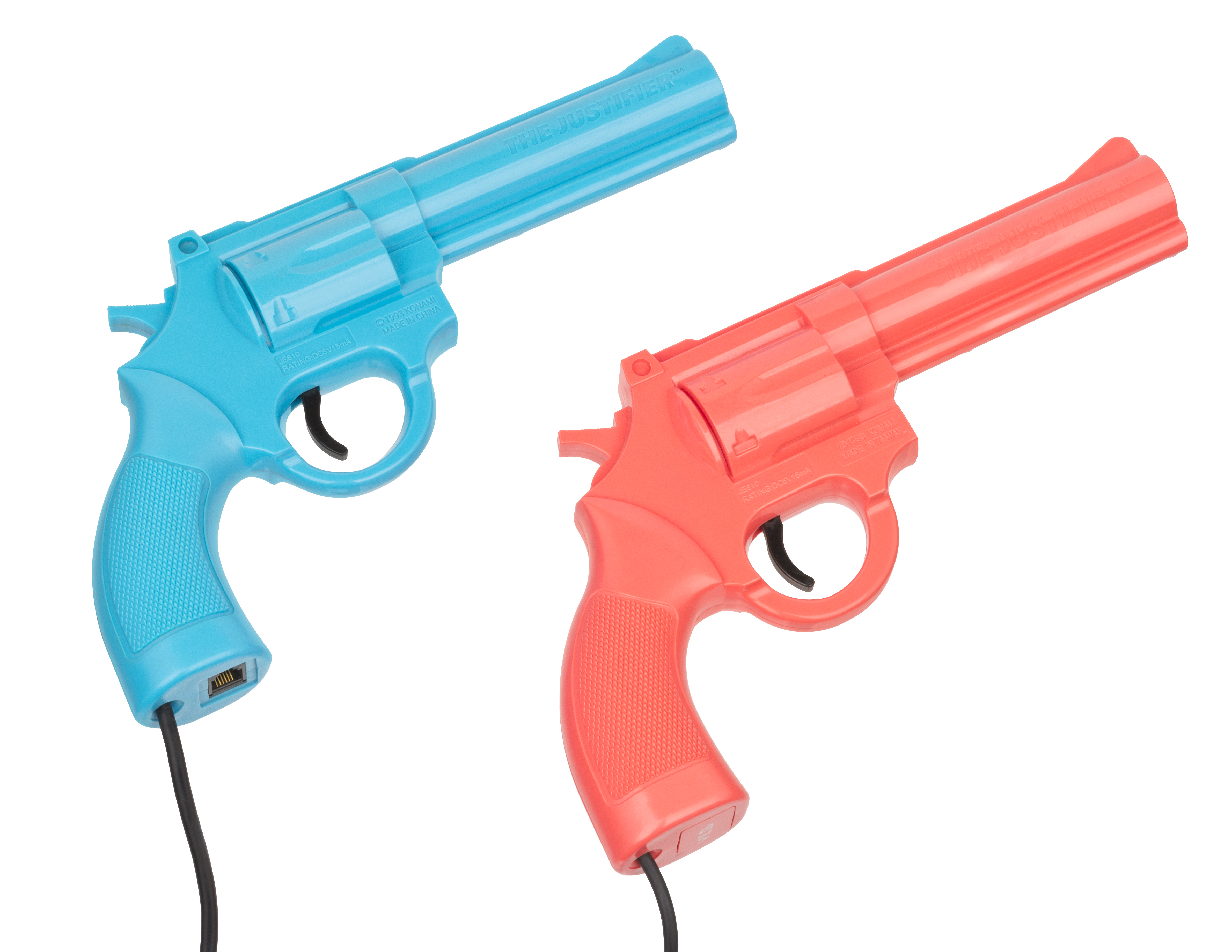
El Konami Justifier se envió con las versiones de consola doméstica de. Estas armas se modelaron a partir de revólveres de la vida real y plantearon preocupaciones al panel.

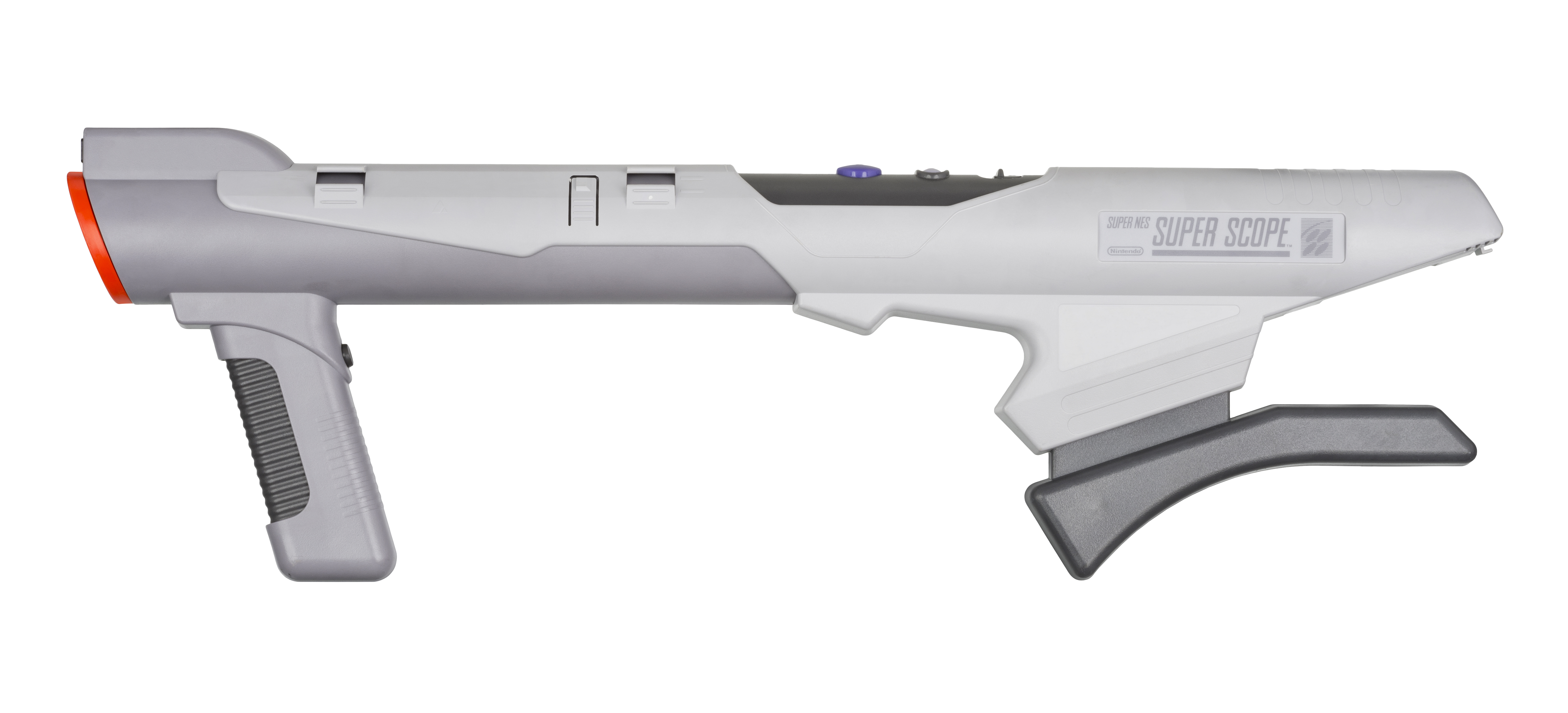
La Nintendo Super Scope para la SNES, con forma de bazuca.

La segunda mitad de la audiencia se centró en los representantes de la industria. Durante la audiencia, tanto Sega como Nintendo continuaron con su rivalidad en curso, acusando al otro de la razón detrás de las audiencias. Lincoln de Nintendo había iniciado su parte del testimonio al reconocer la acción de Nintendo para eliminar parte de la violencia de Mortal Kombat, que según los observadores le dio a Lincoln más respeto por parte de Lieberman que el que recibió White de Sega. Uno de los puntos clave de White fue la transformación de la industria de los videojuegos de tener principalmente una audiencia más joven a una adulta, y que Night Trap estaba destinado solo para adultos. Lincoln replicó estas afirmaciones y le dijo a White: "No puedo simplemente sentarme aquí y permitir que te digan que la industria de los videojuegos se ha transformado de niños como consumidores principales a adultos". White se refirió a las estadísticas recopiladas de las tarjetas de garantía sobre hardware y ventas de juegos que Sega mantuvo y Nintendo también habría mantenido para justificar la demografía más antigua de los videojuegos actuales. Además, Lincoln afirmó que Sega solo desarrolló su sistema de calificación después del lanzamiento de Night Trap y solo comenzó a etiquetar sus juegos después de que los consumidores lo criticaron. White respondió mostrando una cinta de video de videojuegos violentos en SNES y enfatizó la importancia de calificar los videojuegos, de lo que en este momento carecía Nintendo.
De Lethal Enforcers, Lieberman criticó el diseño del Konami Justifier para parecerse a un revólver; una imagen infame de la cobertura de las audiencias por parte de C-SPAN era Lieberman levantando el Justifier para hablar sobre su naturaleza realista. White de Sega respondió que Nintendo tenía un producto de pistola ligera similar en el mercado, el Super Scope, que tenía la forma de una bazuca. Lieberman afirmó que tanto el Konami Justifier como la Super Scope se parecían demasiado a armas reales y no deberían estar en manos de niños.
Lieberman también criticó la forma en que la empresa de la industria de los videojuegos enfocaba la publicidad. Durante la audiencia, mostró un anuncio de televisión de Sega en el que un niño en edad escolar gana varios videojuegos a otros y luego hace que los otros estudiantes obedezcan sus órdenes. Lieberman también expresó su preocupación sobre el Consejo de calificaciones de videojuegos de Sega porque, si bien las calificaciones eran razonables, no había una estandarización de cómo se mostraban, a veces solo se imprimían en el cartucho del juego, lo que impedía que los padres pudieran revisarlos antes de comprar.
Kohl advirtió a los editores de videojuegos que "si no hacen algo con las calificaciones de contenido, nosotros lo haremos", hablando del comienzo de un proyecto de ley que Lieberman había estado redactando que haría que el gobierno se involucrara en un sistema de calificación. Al final de la audiencia, Sega y Nintendo dijeron que se comprometerían a trabajar con puntos de venta minoristas, incluidos Sears y Toys 'R' Us, para crear un sistema voluntario de calificación de contenido para señalar cualquier contenido violento o sexual en sus juegos, que se basará en el sistema de clasificación de películas creado por la Motion Picture Association of America. Al concluir la primera audiencia, Lieberman decidió que tendrían una segunda sesión en unos meses para ver el progreso de la industria en este asunto.

### Ley de clasificación de videojuegos de 1994
Después de la audiencia de diciembre de 1993, el senador Lieberman, copatrocinado por Kohl y Dorgan, presentó la Ley de clasificación de videojuegos de 1994 (S.1823) el 3 de febrero de 1994 al Senado; el proyecto de ley equivalente (HR3785) fue presentado a la Cámara de Representantes por Tom Lantos. La Ley, de aprobarse, habría establecido una Comisión de Calificación de Entretenimiento Interactivo, un panel de cinco miembros designados por el presidente. Luego, esta comisión se habría coordinado con la industria de los videojuegos para desarrollar un sistema de clasificación y un método para difundir información relacionada con la violencia y el contenido sexualmente explícito a potenciales clientes. Lieberman afirmó que el proyecto de ley se había presentado para obligar a la industria de los videojuegos a tomar medidas voluntarias para elaborar un sistema de calificación, pero que no tenía planes de seguir adelante con el proyecto de ley si la industria llega a un acuerdo.
Como resultado de las audiencias del Congreso, Night Trap comenzó a generar más ventas. Según el fundador de Digital Pictures, Tom Zito, "Sabes, vendí 50.000 unidades de Night Trap una semana después de esas audiencias". Dos semanas antes de la Navidad de 1993, Night Trap fue retirado de los estantes de las tiendas en las dos cadenas de tiendas de juguetes más grandes de los EE. UU., Toys "R" Us y Kay-Bee Toys, después de recibir numerosas quejas. Michael Goldstein, vicepresidente de Toys 'R' Us, declaró a mediados de diciembre que se trataba de "una decisión que tomamos hace varias semanas con el consentimiento de Sega, que está de acuerdo con nuestra decisión". Sega retiró Night Trap de todos los mercados minoristas en enero de 1994, pero no después de vender más de 250.000 copias. Bill White, vicepresidente de marketing de Sega, declaró que Night Trap se retiró porque la continua controversia que lo rodeaba impedía un diálogo constructivo sobre un sistema de calificación en toda la industria. Sega también declaró en ese momento que luego lanzarían una versión censurada en espera del establecimiento de un sistema de calificación en toda la industria.

### Segunda audiencia
La segunda audiencia se llevó a cabo el 5 de marzo de 1994, la cual incluyó como ponentes:
- El congresista Tom Lantos
- Jack Heistand, vicepresidente sénior de Electronic Arts
- Mary Evan, vicepresidenta de operaciones de tiendas, Babbages
- Chuck Kerby, Gerente de División de Mercancías, Wal-Mart
- Steve Loenigsberg, presidente de la Asociación Estadounidense de Máquinas de Entretenimiento
- RA Green, III, Asociación de Operadores de Entretenimiento y Música

Heistand se presentó como parte de la recién formada Comisión de Calificación de la Industria del Entretenimiento Interactivo, el grupo de la industria que trabaja para establecer los sistemas de calificación deseados. Informó al comité conjunto que siete empresas, incluidas Electronic Arts, Sega, Nintendo, Atari, Acclaim, Philips y 3DO, que representan alrededor del 60% del software de videojuegos en los Estados Unidos, se habían comprometido a desarrollar una junta de calificación de software de la industria. Heistand dijo que anticiparon haber llegado a acuerdos sobre los estándares de calificación para junio de 1994, de modo que para noviembre de ese año (a tiempo para la temporada de compras navideñas), podrán calificar todos los juegos nuevos que salgan al mercado en el futuro, un estimado de 2.500 juegos por año. Sin embargo, Heistand también informó que la industria dijo que haría demasiado esfuerzo para revisar todos los juegos lanzados anteriormente. Heistand también advirtió que es posible que el sistema no despegue si no pueden lograr que otros desarrolladores de software fuera del grupo también se registren para respaldar el sistema de calificaciones.
Lieberman reconoció que el sistema propuesto es un paso crítico para ayudar a los padres a tomar decisiones informadas, pero advirtió que hasta que el sistema de calificación esté en funcionamiento, no eliminarán el proyecto de ley propuesto de su agenda. Minoristas como Wal-Mart, Toys "R" Us y Babbages acordaron que solo almacenarían juegos que hubieran recibido estas calificaciones, aunque aún no habían decidido cómo manejar la venta de calificaciones de juegos para adultos a niños. Los senadores aún expresaron su preocupación por el tipo de contenido que la industria estaba dispuesta a producir. Kohl declaró: "Permítanme darles mi perspectiva honesta sobre este tema: los videojuegos violentos que degradan a las mujeres son dañinos para nuestros hijos y son basura... Pero vivimos y apreciamos una Constitución que impide que el gobierno censure el material. Así que intentaremos vivir con un sistema de calificación". Lieberman declaró que "si la industria de los videojuegos hubiera practicado el autocontrol antes de ahora, no estaríamos aquí hoy".

## Reacciones

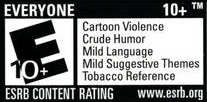
Un ejemplo de una clasificación ESRB para un videojuego, resultado de las audiencias, que identifican tanto la categoría de edad como los descriptores de contenido del juego.

En abril de 1994, la coalición de empresas representada por Heistand estableció la Asociación de Software Digital Interactivo (IDSA), con Fischbach de Acclaim como su director ejecutivo inicial. Una de las primeras tareas asumidas por la IDSA fue establecer el sistema de calificación prometido. Si bien Sega ofreció su VRC existente como base, Nintendo, entre otros, se negó rotundamente porque no querían tener que lidiar con nada creado por su principal competidor. En su lugar, se desarrolló una solución independiente del proveedor, la Junta de calificación de software de entretenimiento (ESRB), con un nuevo conjunto de estándares de calificación desarrollados en conjunto con padres y educadores. El sistema de clasificación ESRB se inspiró en la Motion Picture Association of America, definiendo cinco categorías relacionadas con la edad, pero también agregando un conjunto de términos descriptivos que aparecerían junto a la clasificación para describir el contenido específico que se encontraría en el juego. 
La ESRB se presentó formalmente al Congreso en julio de 1994 para demostrar que habían cumplido el objetivo de Lieberman, y la Junta entró oficialmente en actividad el 13 de septiembre de 1994. Lieberman declaró en una entrevista de 2017 que la industria de los videojuegos "en realidad ideó un sistema de calificación que creo que en ese momento, sinceramente, no he vuelto a esto en mucho tiempo, era el mejor. Mucho mejor que las películas."  La IDSA también sirvió para convertirse en la asociación comercial de la industria para ayudar a defender la industria ante el gobierno y otros grupos. Eventualmente, IDSA pasó a llamarse Entertainment Software Association y lanzó la principal feria comercial de la industria, Electronic Entertainment Expo.
Si bien 3DO Company había declarado que ayudaría a respaldar una solución para toda la industria para las clasificaciones de contenido, al mismo tiempo desarrollaron su propio sistema de clasificación 3DO para los juegos lanzados en su plataforma. El sistema 3DO era voluntario y, a diferencia de la ESRB, permitía al editor seleccionar la clasificación. Los editores de juegos 3DO estaban divididos entre usar el sistema ESRB o 3DO. Finalmente, 3DO abandonó el negocio del hardware alrededor de 1996, anulando la necesidad de su sistema de calificación. 
Por separado, la Asociación de Editores de Software (ahora la Asociación de la Industria de Software e Información ), la Asociación de Profesionales de Shareware y otros grupos que representaban a los desarrolladores de software de videojuegos en computadoras personales consideraron que el sistema ESRB propuesto, que se basaba principalmente en clasificaciones de edad, no era suficiente y quería informar a los padres sobre los tipos específicos de contenido que habría en sus juegos. Estos grupos desarrollaron el Consejo Asesor de Software Recreativo (RSAC) en 1994, que calificó los juegos en tres áreas: violencia, contenido sexual y lenguaje, y cada uno se clasificó entre cinco niveles. Al año siguiente, también se desarrolló el sistema RSAC para los contenidos de Internet bajo el sistema "RSACi". En 1999, RSAC y RSACi se convirtieron en la Asociación de Calificación de Contenido de Internet dedicada específicamente a calificar contenido de Internet, mientras que los desarrolladores de software adoptaron el sistema ESRB para sus juegos.

## Legado
El Senador Lieberman continuó monitoreando la industria de los videojuegos luego de las audiencias, una parte general de su propia posición relacionada con el contenido violento de las industrias del entretenimiento. En 1997, afirmó que una de sus intenciones de las audiencias de 1993 era que la industria regulara cuánta violencia estaba poniendo la industria de los videojuegos en sus juegos al hacer que implementaran el sistema de clasificación, pero sintió que "el sistema de clasificación no ha impedido que los productores de juegos lancen algunos videojuegos muy violentos".
Mortal Kombat II se lanzó a las salas de juegos en su forma final en enero de 1994 y a las consolas domésticas más tarde ese año. Entre otros cambios, el juego agregó una variación de las "Fatalities" llamada "Friendship" (Amistad en español), que ocurriría si el jugador realizara un movimiento separado mecánicamente similar a una Fatality; en tal caso, el luchador ganador haría una acción no hostil, como darle un regalo virtual al luchador derrotado. Según John Tobias, cocreador de Mortal Kombat, estos nuevos movimientos finales se sumaron debido a la respuesta de las audiencias del Congreso, para suavizar la violencia y la controversia que rodeo al primer título de la saga en su momento. Cuando se lanzaron las versiones de la consola doméstica, después del establecimiento de la ESRB, Nintendo no tuvo problemas con la cantidad de violencia en el juego y permitió que se lanzara sin ningún cambio en la SNES. La versión de SNES de Mortal Kombat II vendió más que la versión Sega Genesis en ese año.
Doom de id Software, un videojuego de disparos en primera persona donde el jugador lucha contra criaturas infernales e incluye violencia gráfica, fue lanzado el 10 de diciembre de 1993, el día siguiente a la primera audiencia. Fuera de las audiencias, los padres y otras organizaciones también expresaron su preocupación por la violencia en este juego. Si bien Doom no se mencionó en ninguna audiencia del Senado, volvería a surgir en 1999 después de la masacre de la Escuela Secundaria de Columbine, donde los perpetradores describieron su ataque planeado como algo sacado directamente de Doom. Como resultado, Doom se clasifica con frecuencia junto con Mortal Kombat, Night Trap y Lethal Enforcers como ejemplos tempranos de videojuegos violentos destacados por los medios.
En el momento de las audiencias, los videojuegos no se establecieron como una forma protegida de expresión cubierta por la Primera Enmienda de la Constitución de los Estados Unidos, aunque Lieberman y otros expresaron sus preocupaciones sobre los derechos de la Primera Enmienda mediante la censura de los juegos violentos y buscaron el enfoque de las calificaciones. Desde la formación de la ESRB, los legisladores a nivel federal y estatal han intentado restringir las ventas de videojuegos según su calificación de la ESRB, principalmente en lo que respecta a su nivel de violencia. En un caso histórico en 2011, la Corte Suprema de los Estados Unidos falló en Brown v. Entertainment Merchants Association que los videojuegos son una forma de arte, protegida por la Primera Enmienda. El fallo encontró que si bien los estados pueden aprobar leyes para bloquear la venta de videojuegos "obscenos" a menores, la violencia no entraría dentro de la prueba de Miller de lo que se considera obsceno.
Una de las declaraciones de Howard Lincoln durante la primera audiencia fue "Permítanme decir para que conste, quiero decir que Night Trap nunca aparecerá en un sistema de Nintendo". La declaración se mencionó en broma en 2018 cuando se anunció el lanzamiento de una nueva versión de Night Trap para su 25 aniversario en Nintendo Switch, entre otros sistemas.